# رجم الغريب (مسلسل)
رجم الغريب مسلسل بدوي أردني من إنتاج تلفزيون دبي قصة روكس بن زائد العزيزي وسيناريو وحوار خالد حمدي وعبد العزيز هلال وكان من بطولة حسن أبو شعيرة وملك سكر وعادل عفانة ووليد بركات وهند الطاهر وأخرجه صلاح أبو هنود. وقد صور في دبي.